# Festival Internacional de Cine de Venecia de 1968
La 29ª Mostra de Venecia se celebró del 25 de agosto al 7 de septiembre de 1968. Las revueltas de mayo en Francia tuvieron también consecuencias en el festival italiano. Cinco días antes del festival, directores de la Asociación Italiana ANAC retiraban sus films de la competición por motivos políticos y culturales. El Partido Comunista y el Partido del Proletariado Unido estaban a favor del boicot. Algunos directores, sin embargo, desertaron de esta decisión y Roberto Rossellini, Liliana Cavani, Bernardo Bertolucci y Nelo Risi decidieron proyectar sus películas. Pier Paolo Pasolini inicialmente se negó a participar en el festival, pero finalmente su película entró en Competición.
Durante la inauguración, la policía ocupó el Palazzo del Cinema del Lido. La inauguración se saltó y se tomó la decisión de seguir adelante con el festival de forma autogestionada, con el director del festival, Chiarini, como presidente. Al día siguiente intervino la policía y se cancelaron las reuniones. Finalmente, la competición comenzó la noche del 27 de agosto, mientras se desarrollaban manifestaciones contra "la exhibición fascista y burguesa" en el exterior del Palazzo.

## Películas

### Selección oficial

#### Films invitados
Las películas siguientes se presentaron en la sección oficial:
| Título en español               | Título original                          | Director(es)                 | País           |
| ------------------------------- | ---------------------------------------- | ---------------------------- | -------------- |
| Ballade pour un chien           | Ballade pour un chien                    | Gérard Vergez                | Francia        |
| Silencio y grito                | Csend és kiáltás                         | Miklós Jancsó                | Hungría        |
| El castillo                     | Das Schloß                               | Rudolf Noelte                | RFA            |
| Después del diluvio             | Después del diluvio                      | Jacinto Esteva               | España         |
| Diario de una esquizofrénica    | Diario di una schizofrenica              | Nelo Risi                    | Italia         |
| Artistas en el circo: Perplejos | Die Artisten in der Zirkuskuppel: Ratlos | Alexander Kluge              | RFA            |
| Rostros                         | Faces                                    | John Cassavetes              | EE. UU.        |
| Falak                           | Falak                                    | András Kovács                | Hungría        |
| Fuoco!                          | Fuoco!                                   | Gian Vittorio Baldi          | Italia         |
| Galileo                         | Galileo                                  | Liliana Cavani               | Italia         |
| Kierion                         | Kierion                                  | Dimosthenis Theos            | Grecia         |
| La espuma de los días           | L'Écume des jours                        | Charles Belmont              | Francia        |
| La infancia desnuda             | L'Enfance nue                            | Maurice Pialat               | Francia        |
| Le Socrate                      | Le Socrate                               | Robert Lapoujade             | Francia        |
| Me and My Brother               | Me and My Brother                        | Robert Frank                 | EE. UU.        |
| Monterey Pop                    | Monterey Pop                             | D. A. Pennebaker             | EE. UU.        |
| Nuestra señora de los turcos    | Nostra Signora dei Turchi                | Carmelo Bene                 | Italia         |
| Partner                         | Partner                                  | Bernardo Bertolucci          | Italia         |
| Podne                           | Podne                                    | Mladomir 'Purisa' Djordjevic | Yugoslavia     |
| Sept jours ailleurs             | Sept jours ailleurs                      | Marin Karmitz                | Francia        |
| Stress es tres, tres            | Stress es tres, tres                     | Carlos Saura                 | España         |
| Summit                          | Summit                                   | Giorgio Bontempi             | Italia         |
| Tell Me Lies                    | Tell Me Lies                             | Peter Brook                  | Reino Unido    |
| Teorema                         | Teorema                                  | Pier Paolo Pasolini          | Italia         |
| Wheel of Ashes                  | Wheel of Ashes                           | Peter Emmanuel Goldman       | EE. UU.        |
| El presidente                   | Wild in the Streets                      | Barry Shears                 | EE. UU.        |
| Desertores y peregrinos         | Zbehovia a pútnici                       | Juraj Jakubisko              | Checoslovaquia |

Fuera de concurso
| Título en español                 | Título original                   | Director(es)  | País           |
| --------------------------------- | --------------------------------- | ------------- | -------------- |
| La fiesta y los invitados         | O slavnosti a hostech             | Jan Nemec     | Checoslovaquia |
| Sul davanti fioriva una magnolia' | Sul davanti fioriva una magnolia' | Paolo Breccia | Italia         |

Informativa
| Título en español | Título original | Director(es)    | País         |
| ----------------- | --------------- | --------------- | ------------ |
| Het compromis     | Het compromis   | Philo Bregstein | Países Bajos |
| Mandabi           | Mandabi         | Ousmane Sembène | Senegal      |

### 19. Mostra Internazionale del Film Documentario[6]
Animación
| Título original         | Director(es)                     | País           |
| ----------------------- | -------------------------------- | -------------- |
| Čovec sa krasa          | Mile de Gleria                   | Yugoslavia     |
| Budiz světlo            | Gene Deitch                      | Checoslovaquia |
| La spaccata             | Guido Gomas y Manfredo Manfredi  | Italia         |
| Svatopluk a jeho synove | Jaroslav Bocek y Bohuslav Šrámek | Checoslovaquia |

Cortometrajes
| Título original                                          | Director(es)       | País           |
| -------------------------------------------------------- | ------------------ | -------------- |
| Arte per nulla                                           | Flavio Niccolini   | Italia         |
| Gladiatori XX                                            | Frantisek Papousek | Checoslovaquia |
| God Respects Us When We Work, But Loves Us When We Dance | Les Blank          | EE. UU.        |
| Il campo                                                 | Elio Piccon        | Italia         |
| La Pension                                               | Maurice Fasquel    | Francia        |
| Le Fratricide                                            | Charles Belmont    | Francia        |
| Monte Grappa 1944                                        | Giuseppe Taffarel  | Italia         |
| Painea noastra                                           | Gabriel Barta      | Rumanía        |
| Pomsta                                                   | Jirí Brdecka       | Checoslovaquia |
| Promenade                                                | Donovan Winter     | Reino Unido    |
| Rapporto segreto                                         | Camillo Bazzoni    | Italia         |
| The Bet                                                  | Ron Waller         | EE. UU.        |
| Ultima thule                                             | Jørgen Roos        | Dinamarca      |
| We're Gonna Have Recess                                  | Michael J.F. Scott | Canadá         |
| Zahrada                                                  | Jan Švankmajer     | Checoslovaquia |
| Znameni krve                                             | Jan Spata          | Checoslovaquia |

Documental
| Título original                | Director(es)         | País           |
| ------------------------------ | -------------------- | -------------- |
| American Profile: Home Country | Robert Rogers        | EE. UU.        |
| Archeologia                    | Andrzej Brzozowski   | Polonia        |
| Black Liberation               | Yves De Laurot       | EE. UU.        |
| Bridge to Space                | Robert Geffney       | EE. UU.        |
| Delta de sel                   | Lucien Clergue       | Francia        |
| Don't Count the Candles        | Tony Armstrong-Jones | Reino Unido    |
| Earrigal                       | Patrick Carey        | Irlanda        |
| Emu Ritual at Ruguri           | Roger Sandall        | Australia      |
| Exposition                     | Hubs Hagen           | RFA            |
| Fly Past                       | Harry Aldous         | Reino Unido    |
| Free at Last                   | Gregory Shuker       | EE. UU.        |
| Herring - Vanishing Harvest    | Kevin Shine          | Reino Unido    |
| Itinerario industriale         | Giovanni Cecchinato  | Italia         |
| Krónica                        | István Gaál          | Hungría        |
| La sinfonia delle foreste      | Aleksandr Zguridi    | URSS           |
| La Tarquinia di Cardarelli     | Francesco De Feo     | Italia         |
| La tragedia di un popolo       | Sabih A. Karim       | Irán           |
| Paint                          | Michael Heckford     | Reino Unido    |
| Pe urmele unui film disparut   | Ion Bostan           | Rumanía        |
| Pistole e pane                 | Aldebrando De Vero   | Italia         |
| Pohvala ruci                   | Bogdan Zizic         | Yugoslavia     |
| Svědkove svěho času            | Bohumil Sobotka      | Checoslovaquia |
| Tornado                        | Leonard Grossman     | EE. UU.        |
| Yoake no Kuni                  | Toshie Tokieda       | Japón          |

Experimental
| Título original | Director(es)      | País |
| --------------- | ----------------- | ---- |
| Varationen      | Dietrich Lehmsted | RFA  |

Teledocumentales
| Título original                   | Director(es)                      | País    |
| --------------------------------- | --------------------------------- | ------- |
| American Sculpture of the Sixties | Jules Engel                       | EE. UU. |
| Appunti per un film sull'India    | Pier Paolo Pasolini               | Italia  |
| Europa giovani: Donovan           | Roberta Cadrigher y Paolo Nuzzi   | Italia  |
| Giovani pacifisti in Germania     | Giorgio Cazzella e Vincenzo Gamna | Italia  |
| La direction d'acteurs            | Jean Renoir                       | Francia |
| La notte tedesca                  | Glauco Pellegrini                 | Italia  |
| Miriam                            | Alex Brown                        | Zambia  |
| Motocross                         | Antonello Branca                  | Italia  |
| Protest, wofür?                   | Gideon Bachmann                   | RFA     |
| Quando l'occhio vede              | Giulio Macchi                     | Italia  |

### 20. Mostra Internacional de Cine para niños[7]
| Título original                         | Director(es)                      | País           |
| --------------------------------------- | --------------------------------- | -------------- |
| Adamko                                  | Ivan Hustava                      | Checoslovaquia |
| A Ghost of a Chance                     | Jan Darnley-Smith                 | Reino Unido    |
| Automat na prání                        | Josef Pinkava                     | Checoslovaquia |
| Bambini e marionette                    | Mariana Evstatieva-Biolcheva      | Bulgaria       |
| Can You Hear Me?                        | Aram Boyajian                     | EE. UU.        |
| Cesar a detektivove                     | Dimitri Plichta                   | Checoslovaquia |
| Ciime rau                               | Laurentiu Sirbu                   | Rumanía        |
| City                                    | Florin Anghelesco                 | Rumanía        |
| Die trommel                             | Eberhard Hauff                    | RFA            |
| Do, re, mi - Lezione di canto           | Polyxene Naidenova                | Bulgaria       |
| E bas cu naci te zvezde                 | Gordana Boskov                    | Yugoslavia     |
| Ein platz für Günter                    | Max Willutzki                     | RFA            |
| Flurina                                 | John Halas                        | Reino Unido    |
| Ho cinque anni                          | Milka Nacheva e Christo Topuzanov | Bulgaria       |
| I palloncini                            | Radka Bachvarova                  | Bulgaria       |
| Istincts of an Insect                   | Milton Salzburg                   | EE. UU.        |
| Izumitelj cipela                        | Zlatko Grgić                      | Yugoslavia     |
| Jak sli spát                            | Bretislav Pojar                   | Checoslovaquia |
| Jan und dal wildferd                    | Benton Claus Lombard              | RFA            |
| Jazzoo                                  | John Camie                        | EE. UU.        |
| Kinder in Japan                         | Karl Koch                         | RFA            |
| Macchiuri no shojo                      | Kazuhiko Watanabe                 | Japón          |
| Les Aventures de l'ours Colargol        | Tadeusz Wilkosz                   | Francia        |
| Looking After Porgy                     | John Herbert                      | Reino Unido    |
| Mica pantera si priegenei               | Ladislau Karda                    | Rumanía        |
| Moja Ulica                              | Aleksandar Arandjelovic           | Yugoslavia     |
| Naica pleaca la București               | Elisabeta Bostan                  | Rumanía        |
| Neka druga ruka                         | Vefik Hadzismajlovic              | Yugoslavia     |
| Nevidni bataljon                        | Jane Kavcic                       | Yugoslavia     |
| Nishki ot dagata                        | Christo Kovachev                  | Bulgaria       |
| Pagine chiuse                           | Gianni Da Campo                   | Italia         |
| Pee Wee's Pianola                       | Harry Booth                       | Reino Unido    |
| Per fir                                 | Constantin Mustetea               | Rumanía        |
| Per piacere, mi suoni la fine del mondo | Carlo Tuzii                       | Italia         |
| Petali: la couleur des oiseaux          | François Raoul-Duval              | Francia        |
| Pet holek na krku                       | Evald Schorm                      | Checoslovaquia |
| La principessa Zaffiro                  | Osamu Tezuka                      | Japón          |
| Sametka                                 | Zdeněk Miler                      | Checoslovaquia |
| Sometimes I Even Like Me                | Peter Levin                       | EE. UU.        |
| The Dangerous Playground                | David Main                        | Canadá         |
| The Hunch                               | Sarah Erukker                     | Reino Unido    |
| The Magic Ring                          | Mordi Genstein                    | EE. UU.        |
| Tim und die bankhauber                  | Dietrich Wolfang                  | RFA            |
| Una corsa in moto                       | Antonio Moretti                   | Italia         |
| Un amico                                | Ernesto Guida                     | Italia         |
| Utek                                    | Stephan Skalsky                   | Checoslovaquia |
| Vánoční stromeček                       | Hermina Tyrlová                   | Checoslovaquia |
| Windy Day                               | John Hubley e Faith Hubley        | EE. UU.        |
| Ya vas lyubil...                        | Ilya Frez                         | URSS           |

### 8ª Mostra Internazionale del Film sull'Arte
| Título original                                   | Director(es)                     | País        |
| ------------------------------------------------- | -------------------------------- | ----------- |
| Albert Gleizes                                    | Pierre Alibert                   | Francia     |
| Archetipo oggettivo 1966                          | N. Di Salvatore                  | Italia      |
| Arpa e sitar                                      | Enzo Trovatelli y Mario Bussagli | Italia      |
| Arte e civiltà degli estruschi                    | Piero Gamacchio                  | Italia      |
| Australian Colour Diary no.28: Sidney Opera House |                                  | Australia   |
| Bilder einer stadt                                | Herbert Seggelke                 | RFA         |
| Campigli                                          | Raffaele Andreassi               | Italia      |
| Chaim Soutine                                     | Jack Liebermann                  | EE. UU.     |
| Claude Monet inconnu                              | Jean Roques                      | Francia     |
| D'amour et de pierres                             | J.M. Isnard                      | Francia     |
| Danish Houses                                     |                                  | Dinamarca   |
| Film Title                                        | Michael 'Pinball' Sehnert        | Reino Unido |
| Georges Rouault                                   | Robert de Nesles                 | Francia     |
| Giacomo Quarenghi                                 |                                  | URSS        |
| Giorgio Morandi                                   | Libero Bizzarri                  | Italia      |
| Habitat                                           | Frieder Mayrhofer                | RFA         |
| Heksaptih                                         | Djordje Kadijevic                | Yugoslavia  |
| Henri Gaudier-Brzaska                             | Arthur Stephen Cantrill          | Reino Unido |
| Henry Moore                                       | Julius Kohanyi                   | Canadá      |
| Hommage à Rodin                                   | Marc de Gastyne                  | Francia     |
| Kupla                                             | Aito Mäkinen                     | Finlandia   |
| L'arte senese                                     | Cristo Mutafoff                  | Bulgaria    |
| Lo stile                                          | Jeff Calandra y Carl Jacobson    | Reino Unido |
| Max Ernst                                         | N. Di Salvatore                  | Italia      |
| Spacial Grafica                                   | Pier Paolo Venier                | Italia      |
| Surrealismo                                       | Guido Guerrasio                  | Italia      |
| The Preraphaelite Revolt                          | David Thompson                   | Reino Unido |
| Un catalogo per Tancredi                          | Elvezio De Rosa                  | Italia      |
| Uomini e cose                                     | Raffaele Andreassi               | Italia      |
| Władysław Strzemiński                             | Bohdan Mościcki                  | Polonia     |
| Who Is Jacques Lipchitz, Sculptor                 | Roger Graef                      | Canadá      |
| Zoltán Kemény                                     | Carl Jacobson y Jeff Exel        | RFA         |

## Retrospectivas
En esta edición, se centró en un espacio dedicado al director francés Jean Renoir, otro al italiano Antonio Pietrangeli y una retrospectiva de los primeros pasos del cine estadounidense, italiano y francés.

## Premios[9]
- León de Oro: Artistas en el circo: Perplejos de  Alexander Kluge
- Premio especial del jurado: 
  - Nuestra señora de los turcos de Carmelo Bene
  - Le Socrate de Robert Lapoujade (ex aequo)
- Copa Volpi al mejor actor: John Marley por Faces
- Copa Volpi a la mejor actriz: Laura Betti por Teorema
- Mención de honor: Kierion de Dimosthenis Theos